# 露特·德賴富斯
露特·德賴富斯（德語：Ruth Dreifuss，1940年1月9日—）是一位瑞士政治人物，曾擔任1993年到2002年的瑞士聯邦委員會成員，主管內政部（德語：Eidgenössisches Departement des Innern）。1999年擔任輪值的瑞士聯邦總統，也是第一位女性總統。

## 外部連結
- 露特·德賴富斯在線上《瑞士歷史辭典》中的德文、法文或版詞條。
- Legacy® interview.. Personal history interview
- Jennifer Breger, Biography of Ruth Dreifuss （页面存档备份，存于）, Jewish Women Encyclopedia (Eng.)